# Електроміографія
Електроміографія (ЕМГ) — комплекс електрофізіологічних досліджень, необхідних для оцінки стану нейро м'язового апарату.

## Методики ЕМГ
- Поверхнева ЕМГ,
- Голчаста ЕМГ (або просто ЕМГ),
- Стимуляційна ЕМГ

Поверхнева (глобальна, нашкірна, або сумарна ЕМГ) — це метод реєстрації та вивчення біопотенціалів м'язів у спокої та за умовах їх активації шляхом відведення біоелектричної активності поверхневими електродами нашкірно над руховою точкою м'яза.
Голкова (або локальна ЕМГ) — метод реєстрації та вивчення біоелектричної активності рухових волокон та рухових одиниць м'яза за допомогою голчастих електродів при їх введенні, у спокої, та при довільній активації м'язів.

Стимуляційна ЕМГ — метод реєстрації та вивчення біоелектричної активності м'язів та периферичних нервів, що викликається електричним стимулом.
Стимуляційна ЕМГ включає визначення параметрів м'язової відповіді (М-відповіді), швидкості проведення імпульсу (ШПІ) по руховим і чутливим нервам.
Комплекс із голчастої, стимуляційної та поверхневої ЕМГ поєднується терміном клінічна ЕМГ або електронейроміографія (ЕНМГ).

## Історія розвитку електроміографії
Основи електроміографії було закладено роботами Гальвані. У 1791 році у повідомленні «Про м'язове скорочення у жаби» Гальвані встановив тісний взаємозв'язок між електрикою та м'язовим скороченням. У 1842 році Маттеучі, користуючись гальванометром, відкрив, що під час скорочення м'язів жаби виникає електричний струм. Дюбуа Реймонд продовжив роботи Маттеучі. Йому вдалося вперше записати електроміограму. Метод міографії було запропоновано Мареєм. Він запропонував реєструвати скороченням м'язів людини за допомогою укріплених ними пневматичних капсул.
У 1883 році у своїй роботі «Телефонічні дослідження електричних явищ у м'язах та нервах» М. Введенський описав свій відомий досвід із телефонічним прослуховуванням потенціалів дії м'язів. Потім 1907 року Піпер вперше записав, користуючись струнним гальванометром, електроміограму в людини.
Проте використання струнного гальванометра було з великими труднощами. Його недоліком була велика інерційність, що вело до великих похибок.
Браун, Форбс, Тахер в 1920 першими зареєстрували потенціали дії м'язів за допомогою катодного осцилографа.

### Аналогові ЕМГ-системи: 1950—1973 рр
У 1950 році DISA A/S (Данія) представила триканальну систему ЕМГ, кожен канал мав підсилювачі та фільтри для обробки сигналів ЕМГ, окремі електронно-променеві трубки (ЕПТ), що використовуються як візуальні дисплеї. Модель називалася DISA 13A67. Для кожного каналу було вмонтовано аудіопідсилювач та гучномовець для слухової презентації сигналів, а записуючий пристрій на паперовій плівці використовувався для постійного зберігання будь-яких отриманих форм хвилі. Блок електростимулятора запускався окремим таймінгом. Модель DISA 13A67 була успішною. По всьому світу використовувалось понад 400 систем.

### Цифрові ЕМГ системи: 1973—1982 рр
Народження цифрової електроніки та винахід пристроїв зберігання інформації додали багато нових можливостей для проектування електроміографів. Типовими системами цього періоду стали моделі MS6 від Medelec і DISA 1500. Вони мали модульний дизайн і можливості для розміщення модулів, що розширюються. Представлена в 1975 році модель DISA 1500 EMG вважалася першою повністю цифровою системою. В 1979 DISA представила модуль для аналізу джиттера з подвійним тригером. Після чого багато дослідників почали підключати свої системи ЕМГ до комп'ютерів.
Поєднання електроміографа з комп'ютером дало потужніший інструмент аналізу сигналів ЕМГ. Удосконалювалися методи запису та аналізу потенціалів рухових одиниць, розроблялося програмне забезпечення для декрементного аналізу, аналізу джиттера, частотно-амплітудного аналізу інтерференційних кривих, аналізу рухових одиниць та методу скануючої ЕМГ, однак зростала і складність та вартість виробництва цифрових ЕМГ-систем.

### Мікропроцесорні ЕМГ системи. 1982—1993 рр
На початку 1980-х років було випущено нове покоління ЕМГ із мікропроцесорним управлінням. Введені для зниження вартості виробництва та підвищення зручності використання для клініцистів.
Міографи були оснащені графічними дисплеями, які відображали сигнали ЕМГ з даними вимірювань користувачем, що налаштовуються.
До 1985 можливості мікропроцесорів досягли досить високої продуктивності. Система Nicolet Viking EMG є прикладом спеціалізованого аналогового та цифрового міографа у поєднанні з програмним забезпеченням.
Ця модель мала безперервне відображення вимірювань амплітуди та затримок у програмах нервової провідності.

### ЕМГ системи, що базуються на пк: 1993—2021 рр
З появою персонального комп'ютера обробка, гнучке графічне уявлення, великі можливості зберігання даних, і продуктивність системи, що зросла, дозволяло відображати і аналізувати в режимі реального часу. Більшість моделей EMG, що були представлені після 1993 року, засновані на ПК.
Типові системи ЕМГ на базі ПК використовували стандартні програми обробки тексту для створення висновків, звітів з підключенням до мережі.

Єдиним українським виробником станом на 2021 рік є компанія, DX-Systems [Архівовано 2 січня 2022 у Wayback Machine.] яка виробляє міографи серії M-TEST [Архівовано 6 січня 2022 у Wayback Machine.] з 2002 року.

## Застосування методу
На сьогодні використання методу ЕМГ досить поширене в медичній практиці, а також у Кінезіології, біологічного зворотнього зв'язку, спортивної медицини. Це обумовлено можливістю даної методики вирішувати наступні діагностичні завдання:
- Виявлення локалізації та поширеності ураження;
- Визначення ступеня вираженості порушених функцій;
- Визначення стадії та характеру патологічного процесу (денервація, реіннервація);
- Контроль динаміки порушених функцій.

ЕНМГ дозволяє локалізувати поразку на 8 рівнях кортико-мускулярного шляху:
- надсегментарний,
- переднероговий,
- корінковий,
- рівень сплетення,
- стовбур нерва,
- терміналі нервових волокон,
- нервово-м'язовий синапс,
- м'язове волокно.

ЕМГ дає уявлення про характер ураження: демієлінізуючий (ураження мієлінової оболонки) або аксональний (ураження осьового циліндра).

## Показання
- Передньороговий рівень — БАС, аміотрофії;
- Невральний рівень — травми сплетень, нервів, спадкові, токсичні соматогенні полінейропатії;
- М'язовий рівень — м'язова слабкість, спадкові м'язові захворювання;
- Ураження нервово-м'язового синапсу — міастенічні синдроми, міастенія, синдром Ламберта-Ітона;
- Пацієнт із порушенням функції рухової одиниці: нейропатії, невропатії, міопатії.
- Порушення супраспінального контролю: тремор, гіперкінези.
- Протипоказань до проведення ЕМГ не виявлено, але є ряд обмежень: порушення шкірного покриву, обмеження при чутливих та вегетативних порушеннях, гостра фаза захворювання периферичної нервової системи.